# Campeonato Russo de Futebol de 2014–15 – Segunda Divisão
O Campeonato Russo de Futebol - Segunda Divisão de 2014-15 é o vigésimo terceiro torneio desta competição. Participaram dezenove equipes. O nome do campeonato era "Campeonato Nacional de Futebol" (Pervenstvo Futbolnoy Natsionalnoy Ligi), dado que a primeira divisão era a "Liga Premier". O campeão e o vice são promovidos e dois são rebaixados para a terceira divisão.

## Participantes
| Equipe                       | Cidade           | Região                   | No ano anterior                                                       | Estádio                           | Capacidade | Títulos                     | Participações |
| ---------------------------- | ---------------- | ------------------------ | --------------------------------------------------------------------- | --------------------------------- | ---------- | --------------------------- | ------------- |
| FC SKA-Energiya Khabarovsk   | Khabarovsk       | Krai de Khabarovsk       | Sétimo Lugar                                                          | Estádio Lênin                     | 15.200     | 0 (não possui)              | 15            |
| FC Baltika Kaliningrado      | Kaliningrado     | Oblast de Kaliningrado   | Nono Lugar                                                            | Estádio Baltika                   | 14.000     | 1 (1995)                    | 17            |
| FC Shinnik Iaroslavl         | Iaroslavl        | Oblast de Iaroslavl      | Sexto Lugar                                                           | Estádio Shinnik                   | 22.000     | 2 (2001, 2007)              | 11            |
| FC Sibir Novosibirsk         | Novosibirsk      | Oblast de Novosibirsk    | Décimo Primeiro Lugar                                                 | Estádio Spartak                   | 12.500     | 0 (não possui)              | 13            |
| FC Yenisey Krasnoyarsk       | Krasnoyarsk      | Krai de Krasnoyarsk      | Décimo Terceiro Lugar                                                 | Estádio Central                   | 22.500     | 0 (não possui)              | 10            |
| FC Dínamo São Petersburgo    | Petrogrado       | São Petersburgo          | align="center"                                                        | align="center"\|Estádio Petrovsky | 21.570     | 0 (não possui)              | 4             |
| FC Gazovik Oremburgo         | Oremburgo        | Oblast de Oremburgo      | Quinto Lugar                                                          | Estádio Gazovik                   | 4.950      | 0 (não possui)              | 3             |
| FC Luch-Energiya Vladivostok | Vladivostok      | Krai do Litoral          | Oitavo Lugar                                                          | Estádio Dínamo                    | 10.500     | 2 (1992 (Zona Leste), 2005) | 12            |
| FC Khimik Dzerjinsk          | Níjni Novgorod   | Oblast de Níjni Novgorod | Acesso pelo Campeonato Russo de Futebol de 2012-13 - Terceira Divisão | Estádio Khimik                    | 10.000     | 0 (não possui)              | 2             |
| FC Volgar Astracã            | Astracã          | Oblast de Astracã        | Acesso pelo Campeonato Russo de Futebol de 2013-14 - Terceira Divisão | Estádio Central                   | 21.500     | 0 (não possui)              | 11            |
| PFK Sokol Saratov            | Saratov          | Oblast de Saratov        | Acesso pelo Campeonato Russo de Futebol de 2013-14 - Terceira Divisão | Estádio Lokomotiv                 | 15.000     | 0 (não possui)              | 13            |
| FC Tiumen                    | Tiumen           | Oblast de Tiumen         | Acesso pelo Campeonato Russo de Futebol de 2013-14 - Terceira Divisão | Estádio Geolog                    | 13.057     | 2 (1993 Zona Leste, 1996)   | 4             |
| FC Sacalin Iujno-Sakhalinsk  | Iujno-Sakhalinsk | Oblast de Sacalina       | Acesso pelo Campeonato Russo de Futebol de 2012-13 - Terceira Divisão | Estádio Spartak                   | 4.200      | 0 (não possui)              | 1             |
| FC Tosno                     | Tosno            | Oblast de Leningrado     | Acesso pelo Campeonato Russo de Futebol de 2013-14 - Terceira Divisão | Estádio Kirovets                  | 6.000      | 0 (não possui)              | 1             |
| FC Tom Tomsk                 | Tomsk            | Oblast de Tomsk          | Rebaixado do Campeonato Russo de Futebol de 2013-14                   | Estádio Trud                      | 15.000     | 0 (não possui)              | 11            |
| FC Volga Níjni Novgorod      | Níjni Novgorod   | Oblast de Níjni Novgorod | Rebaixado do Campeonato Russo de Futebol de 2013-14                   | Estádio Lokomotiv                 | 17.856     | 0 (não possui)              | 3             |
| FC Anji Makhachkala          | Mahackala        | Daguestão                | Rebaixado do Campeonato Russo de Futebol de 2013-14                   | Estádio Dínamo                    | 15.200     | 2 (1999, 2002)              | 11            |
| FC Krilia Sovetov Samara     | Samara           | Oblast de Samara         | Rebaixado do Campeonato Russo de Futebol de 2013-14                   | Estádio Metallurg                 | 33.320     | 0 (não possui)              | 1             |

## Regulamento
O campeonato é disputado no sistema de pontos corridos em turno e returno. Ao final, o campeão e o vice são promovidos para o Campeonato Russo de Futebol de 2015-16, enquanto o terceiro e o quarto lugares vão para o Torneio de Promoção; três equipes são rebaixadas para o Campeonato Russo de Futebol de 2015-16 - Terceira Divisão.

## Resultados do Campeonato
A definir

## Torneio de Promoção
A definir

## Campeão
| Campeão Russo da Segunda Divisão de 2014-15 |
| ------------------------------------------- |
| a definir x° Título                         |